# Jef Scherens
Joseph Scherens (conocido como Jef Scherens; Werchter, 17 de febrero de 1909-Lovaina, 9 de agosto de 1986) fue un deportista belga que compitió en ciclismo en la modalidad de pista.
Ganó nueve medallas en el Campeonato Mundial de Ciclismo en Pista entre los años 1931 y 1947. En 2002 pasó a formar parte de la sesión inaugural del Salón de la Fama de la UCI.

## Medallero internacional
| Campeonato Mundial | Campeonato Mundial       | Campeonato Mundial | Campeonato Mundial       |
| Año                | Lugar                    | Medalla            | Competición              |
| ------------------ | ------------------------ | ------------------ | ------------------------ |
| 1931               | Copenhague (Dinamarca)   | Medalla de bronce  | Velocidad individual (P) |
| 1932               | Roma (Italia)            | Medalla de oro     | Velocidad individual (P) |
| 1933               | París (Francia)          | Medalla de oro     | Velocidad individual (P) |
| 1934               | Leipzig (Alemania)       | Medalla de oro     | Velocidad individual (P) |
| 1935               | Bruselas (Bélgica)       | Medalla de oro     | Velocidad individual (P) |
| 1936               | Zúrich (Suiza)           | Medalla de oro     | Velocidad individual (P) |
| 1937               | Copenhague (Dinamarca)   | Medalla de oro     | Velocidad individual (P) |
| 1938               | Ámsterdam (Países Bajos) | Medalla de plata   | Velocidad individual (P) |
| 1947               | París (Francia)          | Medalla de oro     | Velocidad individual (P) |

## Palmarés en pista
- 1929
  - Campeón de Bélgica de independientes de velocidad
- 1931
  - Campeón de Bélgica de velocidad 
  - Campeón de Bélgica de invierno de velocidad
- 1932
  - Campeón del mundo de velocidad 
  - Campeón de Bélgica de velocidad 
  - Campeón de Bélgica de invierno de velocidad 
  - 1.º en el Gran Premio de París
  - 1.º en el Gran Premio de la UCI
- 1933
  - Campeón del mundo de velocidad 
  - Campeón de Bélgica de velocidad 
  - 1.º en el Gran Premio de París
  - 1.º en el Gran Premio de la UVF
- 1934
  - Campeón del mundo de velocidad 
  - Campeón de Bélgica de velocidad 
  - 1.º en el Gran Premio de la UVF
- 1935
  - Campeón del mundo de velocidad 
  - Campeón de Bélgica de velocidad 
  - 1.º en el Gran Premio de Reims
- 1936
  - Campeón del mundo de velocidad 
  - Campeón de Bélgica de velocidad
- 1937
  - Campeón del mundo de velocidad 
  - Campeón de Bélgica de velocidad 
  - 1.º en el Gran Premio de París
- 1938
  - Campeón de Bélgica de velocidad
- 1939
  - Campeón de Bélgica de velocidad
- 1941
  - Campeón de Bélgica de velocidad
- 1942
  - Campeón de Bélgica de velocidad 
  - 1.º en el Gran Premio del UVF
- 1944
  - Campeón de Bélgica de velocidad
- 1945
  - Campeón de Bélgica de velocidad
- 1946
  - Campeón de Bélgica de velocidad
- 1947
  - Campeón del mundo de velocidad 
  - Campeón de Bélgica de velocidad